# Ley de la silla
La «Ley de la silla», nombre con que se conoce a la «Ley N° 2951 que establece el descanso en silla a los empleados particulares», fue una ley chilena promulgada el 7 de diciembre de 1914, durante el gobierno de Ramón Barros Luco, que determinó la obligación a los propietarios de establecimientos comerciales a disponer de sillas para sus trabajadores. Fue uno de los primeros logros de los movimientos obreros de fines del siglo XIX y comienzos del siglo XX en Chile. Actualmente sus normas están contenidas en el Código del Trabajo. 

## Historia
La Ley N.º 2951 del Ministerio del Interior fue promulgada el 7 de diciembre de 1914. Su redacción original constaba de tres artículos:

Artículo 1.º En los almacenes, tiendas, bazares, bodegas, depósitos de mercaderías y todos los establecimientos comerciales semejantes, el patrón o empresario mantendrá el número suficiente de asientos o sillas a disposición de los dependientes o empleados.

Art. 2.º En los establecimientos indicados en el artículo anterior, los dependientes o empleados tendrán derecho a un descanso de hora y media, por lo menos, para almorzar.
 La suspensión del trabajo podrá alternarse entre los empleados de un mismo establecimiento y no será obligatoriamente simultánea para todos ellos.

Art. 3.º Cada infracción a las disposiciones de la presente ley será penada con una multa de diez pesos, que ingresarán en arcas comunales. Corresponderá a las respectivas Municipalidades la vigilancia y la aplicación de estas disposiciones en la forma establecida por la ley.
Lei núm. 2.951 que establece el descanso en sillas a los empleados particulares.

En 1931 la Ley de la silla, al igual que las demás leyes laborales existentes a la fecha, fue refundida en el Decreto con Fuerza de Ley (DFL) 178 del Ministerio de Bienestar Social, que contiene el primer Código del Trabajo de Chile, el cual tuvo vigencia hasta 1987. El contenido de la ley ocupó el Título V del Libro II del citado código, llamado «Sobre sillas en los establecimientos comerciales e industriales», correspondiente a los artículos 333 a 335:

Art. 333. En los almacenes, tiendas, bazares, bodegas, depósitos de mercaderías y demás establecimientos comerciales semejantes, aunque funcionen como anexos de establecimientos de otro orden, el patrón o empresario mantendrá el número suficiente de asientos o sillas a disposición de los dependientes o empleados.
 La disposición precedente será aplicable en los establecimientos industriales y a los obreros del comercio, cuando las funciones que éstos desempeñen lo permitan.

Art. 334. Cada infracción a las disposiciones del presente Título será penada con multa de veinte a cincuenta pesos, que se duplicará en caso de reincidencia.

Art. 335. Sin perjuicio de las atribuciones de la Inspección General del Trabajo, la fiscalización de las disposiciones de este Título corresponderá a los inspectores municipales y a los carabineros.
Código del Trabajo de Chile de 1931.

Actualmente, el contenido de la ley está regulado en el artículo 193 del Código del Trabajo vigente, perteneciente al Título I del Libro II:

Art. 193. En los almacenes, tiendas, bazares, bodegas, depósitos de mercaderías y demás establecimientos comerciales semejantes, aunque funcionen como anexos de establecimientos de otro orden, el empleador mantendrá el número suficiente de asientos o sillas a disposición de los dependientes o trabajadores.
 La disposición precedente será aplicable en los establecimientos industriales, y a los trabajadores del comercio, cuando las funciones que éstos desempeñen lo permitan. La forma y condiciones en que se ejercerá este derecho deberá constar en el reglamento interno.
 Cada infracción a las disposiciones del presente artículo será penada con multa de una a dos unidades tributarias mensuales. Será aplicable en este caso lo dispuesto en el artículo 40.
Código del Trabajo de Chile de 1994.